# Reinhard Pelte
Reinhard Pelte (* 20. Oktober 1943 in Wernigerode; † vor dem 24. Januar 2021) war ein deutscher Meteorologe, Ozeanograf, Sachbuchautor und Kriminalschriftsteller.

## Leben
Reinhard Pelte wurde 1943 in Wernigerode geboren. Er studierte Meteorologie und Ozeanografie (mit Abschluss als Diplom-Meteorologe).
Nach dem Studium fuhr er zur See – unter anderem auf dem Segelschulschiff Gorch Fock – und lernte dabei Afrika, Amerika, Arabien und das Mittelmeer kennen.
Der Kriminalroman Inselkoller war sein Debüt als Schriftsteller. Der Roman ist Teil der Serie um den Flensburger Kriminalrat Tomas Jung. Die Kriminalromane spielen alle in Norddeutschland an real existierenden Orten. Die Handlungen und Protagonisten sind aber alle frei erfunden. Daneben schrieb Pelte auch Sachbücher zum Thema Norddeutschland.
Reinhard Pelte wohnte bis 2013 bei Flensburg, später in Schleswig. Er war verheiratet und hatte zwei Kinder.

## Publikationen
- Inselkoller. Gmeiner, Meßkirch 2009, ISBN 978-3-8392-3396-2.
- Kielwasser. Gmeiner, Meßkirch 2010, ISBN 978-3-8392-3527-0.
- mit Moritz Pelte: Zwischen Nord- und Ostsee. Gmeiner, Meßkirch 2011, ISBN 978-3-8392-1160-1.
- Inselbeichte. Gmeiner, Meßkirch 2011, ISBN 978-3-8392-3612-3.
- Tiefflug. Gmeiner, Meßkirch 2012, ISBN 978-3-8392-3802-8.
- Mordsee. Gmeiner, Meßkirch 2013, ISBN 978-3-8392-1393-3.
- Inselroulette. Gmeiner, Meßkirch 2014, ISBN 978-3-8392-4360-2.
- Inselgötter. Gmeiner, Meßkirch 2016, ISBN 978-3-8392-4936-9.
- Das Beste aus Nordfriesland. Gmeiner, Meßkirch 2018, ISBN 978-3-8392-2196-9.